# کریستوفر بیگینس
کریستوفر بیگینس (انگلیسی: Christopher Biggins؛ زادهٔ ۱۶ دسامبر ۱۹۴۸) بازیگر، مجری تلویزیون اهل بریتانیا است. وی از سال ۱۹۷۰ میلادی تاکنون مشغول فعالیت بوده‌است.
از فیلم‌ها یا سریال‌های تلویزیونی که وی در آن نقش داشته‌است، می‌توان به ققنوس و قالیچه، هلیم، دکتر هو، اسکیمو نل، طوفان، فیلم راکی هارور، سیرک و نویسنده سارق اشاره کرد.